# Gryllus chichimecus
Gryllus chichimecus är en insektsart som beskrevs av Henri Saussure 1897. Gryllus chichimecus ingår i släktet Gryllus och familjen syrsor. Inga underarter finns listade i Catalogue of Life.